# Лысогоры
Лысогоры (укр. Лисогори) — село, Парафиевская поселковая община, Прилукский район, Черниговская область, Украина.
Код КОАТУУ — 7421789202. Население по переписи 2001 года составляло 134 человека.

## Географическое положение
Село Лысогоры находится истоков реки Лысогор (пересыхающей в верхнем течении), на расстоянии в 2,5 км от сёл Южное и Боярщина. Рядом проходит автомобильная дорога Т-2515.
Расстояние до районного центра: Прилуки (40 км), до областного центра: Чернигов (124 км), до столицы: Киев (167 км).

## История
- 1700 год — дата основания.
- Слободка было приписано к Успенской[3] церкви в Кропивном Конотопского уезда.
- Есть на карте 1826—1840 годов.[4]
- В 1859 году на слободке владельческой Лысогор Ичнянской волости Борзнянского уезда Черниговской губернии была церковь и 55 дворов где жило 508 человек.[5]